# فراری اف۳۵۵

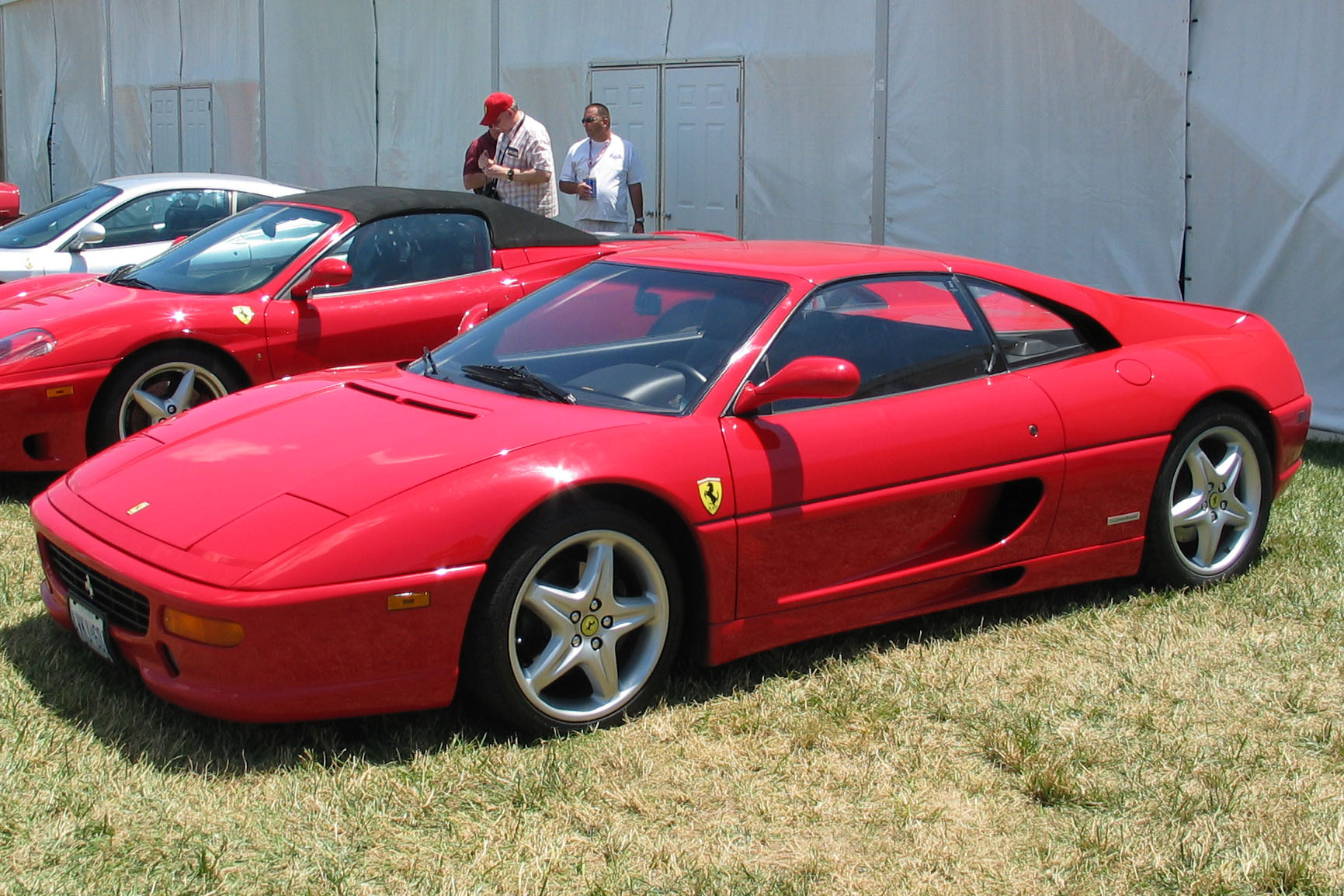

فراری اف۳۵۵ (Ferrari F۳۵۵) خودرویی است که در سال‌های ۱۹۹۴–۱۹۹۹تولید شده‌است.
این خودرو در کلاس خودرو اسپورت قرار گرفته و طراحی آن خودروهای موتور وسط عقب-محور عقب بوده است. سیستم جعبه‌دندهٔ آن ۶ دنده به صورت دستی است.